# فورگو سورهای
فورگو سورهای (به لاتین: Forgo Sourhai) یک منطقهٔ مسکونی در مالی است که در استان گائو واقع شده‌است.